# Carl Heinrich Renken
Carl Heinrich Renken (* 31. März 1893 in Sandel; † 12. November 1954 in Wilhelmshaven) war ein deutscher Kaufmann und Kommunalpolitiker der NSDAP sowie Oberbürgermeister von Emden.

## Karriere
Renken wurde als Sohn des Carl-Friedrich Renken und der Motje Friederike Gobkea geb. Friedrichs geboren. Nach seiner Schulausbildung entschied er sich für die Laufbahn eines Kommunalbeamten. Er trat in die Verwaltung der gerade aus dem Zusammenschluss der Jadegemeinden Heppens, Bant und Neuende gebildeten Stadt Rüstringen ein und war hier in verschiedenen Abteilungen – von der Registratur bis zum Schulamt – tätig. Mit 26 Jahren wurde er Obersekretär und Dienststellenvorsteher. Nach dem Ersten Weltkrieg schied er aus der Verwaltung aus und eröffnete ein Teeimportgeschäft in Rüstringen. 
Als 1928 die Reichspartei des Deutschen Mittelstandes, kurz Wirtschaftspartei genannt, ins Leben gerufen wurde, gründete Renken eine Wilhelmshavener Ortsgruppe dieser Partei, für die er im Herbst 1929 in das Wilhelmshavener Bürgervorsteherkollegium gewählt wurde. Er war einer der Wortführer der Kritik an den gemischtwirtschaftlichen Unternehmungen der Stadtverwaltung, vor allem an der Wilhelmshaven-Rüstringer-Industriehafen- und Lagerhausgesellschaft (WRIHALA), die bei den Versuchen, Privatunternehmen in den Jadestädten sesshaft zu machen, wenig Erfolg hatte. 
Nach dem raschen Niedergang der Wirtschaftspartei, die schon 1930 mit 401 Stimmen noch nicht einmal die Hälfte der Stimmen des Vorjahres erreichte, schloss sich Renken im Herbst 1930 der Fraktion der NSDAP an und trat zum 1. Oktober 1930 der Partei bei (Mitgliedsnummer 323.515), von der er 1931 zum Senator vorgeschlagen wurde. Der Regierungspräsident in Aurich lehnte allerdings zunächst seine Bestätigung ab und stimmte dem Vorschlag erst 1932 zu. Am 22. Juni 1933 übernahm Renken dann im Zuge der Gleichschaltung der Kommunalverwaltungen und nach Beurlaubung des bisherigen Oberbürgermeisters Emil Bartelt kommissarisch die Leitung der Stadtverwaltung Wilhelmshavens. Am 20. Dezember 1933 wurde er als Oberbürgermeister bestätigt und im März 1934 vereidigt. Renken versuchte, sich mit der Stadt Rüstringen über verschiedene Maßnahmen auf den Gebieten von Wirtschaft, Schulbetrieb und Wohlfahrtsausgaben zu verständigen, doch ergab sich in der politischen Praxis ein harter Wettstreit mit dem ebenfalls nationalsozialistischen Bürgermeister Rüstringens, Gustav Nutzhorns. Diese Konkurrenz führte dazu, dass keiner der beiden 1937 zum Oberbürgermeister der neuen Gesamtstadt Wilhelmshaven berufen wurde, die am 1. April 1937 im Zuge des Groß-Hamburg-Gesetzes aus der Zusammenlegung des preußischen Wilhelmshavens und des oldenburgischen Rüstringens entstanden war. 
Renken wurde zur Entschädigung am 1. September 1937 zum Oberbürgermeister von Emden ernannt und übte dieses Amt bis zum Ende des Zweiten Weltkriegs im Mai 1945 aus. Nach Kriegsende kehrte er nach Wilhelmshaven zurück und leitete bis zu seinem Tode die Teeimportfirma Carl-Heinrich Renken & Sohn als Seniorchef.

## Familie
Renken war verheiratet mit der aus Kötzschenbroda bei Dresden stammenden Annaliese geb. Zschoche (* 25. Januar 1905), das Ehepaar hatte einen Sohn. 